# Linnae Harper
Linnae Harper (ur. 31 stycznia 1995 w Chicago) – amerykańska koszykarka występująca na pozycji rozgrywającej, obecnie zawodniczka Le Mura Lucca, a w okresie letnim Minnesoty Lynx.
28 czerwca 2018 podpisała umowę z izraelskim Bene Jehuda Tel Awiw. 28 listopada dołączyła do A.S. Ramat Ha-Szaron.
28 sierpnia 2019 została zawodniczką łotewskiego TTT Ryga.
27 lutego 2020 zawarła kontrakt z Minnesotą Lynx. 25 maja opuściła klub. 15 lutego 2021 podpisała umowę z Lynx na czas obozu treningowego.

## Osiągnięcia
Stan na 31 sierpnia 2020, na podstawie, o ile nie zaznaczono inaczej..
NCAA
- Uczestniczka rozgrywek:
  - Sweet 16 turnieju NCAA (2014, 2017)
  - II rundy turnieju NCAA (2014, 2017, 2018)
  - turnieju NCAA (2014, 2015, 2017, 2018)
- Mistrzyni:
  - turnieju konferencji Big 10 (2018)
  - sezonu regularnego Big 10 (2017, 2018)
- Najlepsza rezerwowa sezonu konferencji Big Ten (2017)
- Zaliczona do:
  - I składu:
    - defensywnego:
      - Big 10 (2018)
      - konferencji Southeastern (SEC – 2015)

    - najlepszych pierwszorocznych zawodniczek SEC (2014)
    - turnieju SEC (2014)

  - II składu Big 10 (2018)
  - składu SEC Winter Sports Academic Honor Roll (2015)

Reprezentacja
- Mistrzyni:
  - świata:
    - U–19 (2013)
    - U–17 (2012)

  - Ameryki U–16 (2011)
- Wicemistrzyni igrzysk panamerykańskich (2015)
- Zaliczona do I składu mistrzostw świata U–17 (2012)